# IC 1119/2
IC 1119/2 је галаксија у сазвијежђу Змија која се налази на листи објеката дубоког неба у Индекс каталогу.
Деклинација објекта је - 3° 39' 12" а ректасцензија 15h 25m 44,1s. Привидна величина (магнитуда) објекта IC 1119 износи 15,5 а фотографска магнитуда 16,5. IC 11192 је још познат и под ознакама MCG 0-39-25, CGCG 21-93, VV 745, NPM1G -03.0541, PGC 1068507.